# Guy Grosso
Guy Grosso (19 de agosto de 1933 – 14 de febrero de 2001) fue un actor teatral, cinematográfico y televisivo de nacionalidad francesa.

## Biografía
Su verdadero nombre era Guy Marcel Sarrazin, y nació en Beauvais, Francia. 
En Francia fue sobre todo conocido por formar desde finales de los años 1950 una pareja cómica, Grosso et Modo, con el actor Michel Modo. Ambos actuaron en numerosos filmes junto a Louis de Funès, entre ellos la serie del Gendarme, en la que encarnó al gendarme Tricard junto a Michel Galabru, Jean Lefebvre y Christian Marin. Además, la pareja de actores fueron Laflûte y Lecoing en el telefilm Le Songe d'une nuit d'été, de Jean-Christophe Averty.
Guy Grosso falleció en 2001 en Saint-Germain-en-Laye, Francia. Fue enterrado en el Cementerio de Levallois-Perret.

## Teatro
- 1957 : Pommes à l'anglaise, de Robert Dhéry y Colette Brosset, Théâtre de Paris
- 1962 : La Grosse Valse, de Robert Dhéry, escenografía del autor, Théâtre des Variétés
- 1966 : Tête de bulle, de Jean-Jacques Forestier, escenografía de Michel Vocoret, Théâtre Charles-de-Rochefort
- 1966 : La Bonne Adresse, de Marc Camoletti, escenografía de Christian-Gérard, Théâtre des Nouveautés
- 1974 : Folies bourgeoises, de Roger Planchon, escenografía del autor, Comédie de Saint-Étienne
- 1976 : Folies bourgeoises, de Roger Planchon, escenografía del autor, Teatro de la Porte Saint-Martin
- 1978 : La Culotte, de Jean Anouilh, escenografía de Jean Anouilh y Roland Piétri, Théâtre de l'Atelier
- 1981 : Le Nombril, de Jean Anouilh, escenografía de Jean Anouilh y Roland Piétri, Théâtre de l'Atelier
- 1986 : La ópera de los tres centavos, de Bertolt Brecht, escenografía de Giorgio Strehler, Teatro del Châtelet
- 1987 : L’Hurluberlu, de Jean Anouilh, escenografía de Gérard Vergez, Théâtre du Palais-Royal
- 1988 : Les Rustres, de Carlo Goldoni, escenografía de Michel Galabru, Printemps des comédiens Montpellier
- 1988 : Une clef pour deux, de John T. Chapman y Dave Freeman, escenografía de Jean-Paul Cisife, Théâtre de la Renaissance
- 1989 : Point de feu sans fumée, de Julien Vartet, escenografía de Jean-Paul Tribout, Théâtre Édouard VII
- 1999 : El avaro, de Molière, escenografía de Jérôme Savary, Centre national de création d'Orléans y Théâtre national de Chaillot
- 2000 : El avaro, de Molière, escenografía de Jérôme Savary, Théâtre des Célestins

## Filmografía

### Cine
- 1961 : La Belle Américaine, de Robert Dhéry
- 1962 : El proceso, de Orson Welles
- 1963 : Bébert et l'Omnibus, de Yves Robert
- 1963 : Cherchez l'idole, de Michel Boisrond
- 1963 : Le Magot de Josefa, de Claude Autant-Lara
- 1963 : Une ravissante idiote, de Édouard Molinaro
- 1964 : Faites sauter la banque !, de Jean Girault
- 1964 : Moi et les hommes de quarante ans, de Jack Pinoteau
- 1964 : Les Gorilles, de Jean Girault
- 1964 : Des pissenlits par la racine, de Georges Lautner
- 1964 : El gendarme de Saint-Tropez, de Jean Girault
- 1964 : Et si c'était une sirène, de Jean Schmidt
- 1965 : Pleins feux sur Stanislas, de Jean-Charles Dudrumet
- 1965 : Les Bons Vivants, de Georges Lautner, sketch Les Bons Vivants
- 1965 : Le Gendarme à New York, de Jean Girault
- 1965 : Le Corniaud, de Gérard Oury
- 1966 : Le Grand Restaurant, de Jacques Besnard
- 1966 : La gran juerga, de Gérard Oury
- 1967 : Les Grandes Vacances, de Jean Girault
- 1968 : Le gendarme se marie, de Jean Girault
- 1969 : La Honte de la famille, de Richard Balducci
- 1969 : Le Champignon, de Marc Simenon
- 1970 : Le Gendarme en balade, de Jean Girault
- 1972 : Demasiado bonitas para ser honestas, de Richard Balducci
- 1972 : La Grande Nouba, de Christian Caza - (solo coguionista)
- 1973 : L'Histoire très bonne et très joyeuse de Colinot trousse-chemise, de Nina Companeez
- 1975 : Opération Lady Marlène, de Robert Lamoureux
- 1975 : Chobizenesse, de Jean Yanne
- 1977 : Le mille-pattes fait des claquettes, de Jean Girault
- 1978 : Le Gendarme et les Extra-terrestres, de Jean Girault
- 1980 : Les Phallocrates, de Claude Pierson
- 1980 : Charles et Lucie, de Nelly Kaplan
- 1980 : L'Avare, de Jean Girault y Louis de Funès
- 1981 : Salut j'arrive, de Gérard Poteau
- 1982 : Le Gendarme et les Gendarmettes, de Jean Girault y Tony Aboyantz
- 1983 : Y a-t-il un pirate sur l'antenne ?, de Jean-Claude Roy

### Televisión
- 1968 : Les Cinq Dernières Minutes, de Claude Loursais, episodio Le commissaire est sur la piste
- 1969 : Le Songe d'une nuit d'été, de Jean-Christophe Averty
- 1971 : Les Nouvelles Aventures de Vidocq, de Marcel Bluwal
- Arsène Lupin, episodio La Demeure mystérieuse
- 1973 : La Maîtresse, dirección de François Gir
- 1973 : Molière pour rire et pour pleurer, de Marcel Camus
- 1975 : Las brigadas del tigre, de Victor Vicas, episodios Collection 1909, L'Auxiliaire y Le défi
- 1976 : Le Château des Carpathes, de Jean-Christophe Averty
- 1977 : Minichroniques, episodio Les Rêves d'enfants
- 1978 : Au théâtre ce soir: Les Coucous, de Guy Grosso y Michel Modo, escenografía de Michel Roux, dirección de Pierre Sabbagh, Théâtre Marigny
- 1978 : Ce diable d'homme, de Marcel Camus
- 1979 : Au théâtre ce soir: Zozo, de Jacques Mauclair, escenografía de Jacques Ardouin, dirección de Pierre Sabbagh, Théâtre Marigny
- 1979 : L'Étrange Monsieur Duvallier, de Victor Vicas
- 1981 : Le Boulanger de Suresnes, de Jean-Jacques Goron
- 1982 : Les Enquêtes du commissaire Maigret: episodio Maigret et les braves gens
- 1983 : Las brigadas del tigre, de Victor Vicas, episodio Les Princes de la nuit
- 1991 : Bébé express, de François Dupont-Midi
- 1998 : La Façon de le dire